# Waterspiegelbeheer
Waterspiegelbeheer is het beheer van de diepte van de grondwaterspiegel in landbouwgronden door middel van ondergrondse drainage om de gewasopbrengst te verhogen of de landbouwomstandigheden te verbeteren.

## Drainage doelstellingen

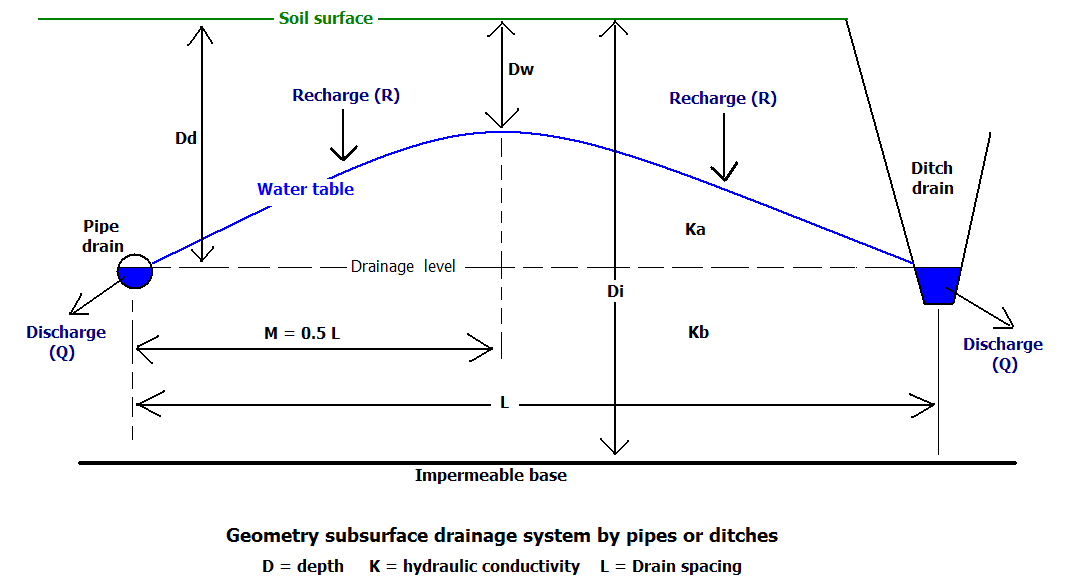
Figuur 1. Drainage parameters voor waterspiegelbeheer

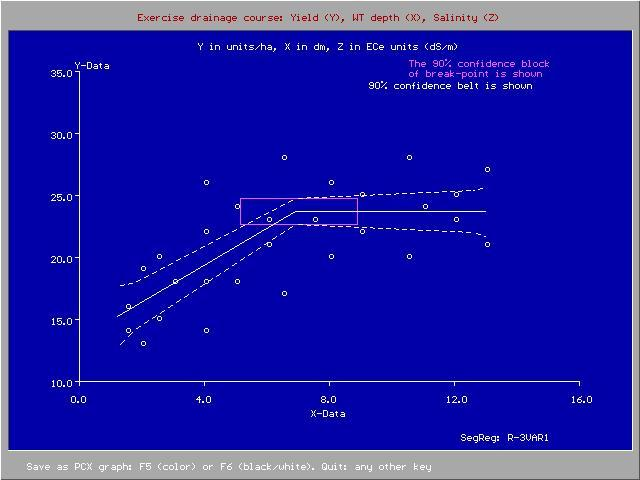
Figuur 2. Gewasopbrengst (Y) en diepte van de grondwaterspiegel (X in dm)

Ondergrondse drainage heeft tot doel de spiegel van het grondwater in oorspronkelijk natte gebieden op een diepte te brengen die strookt met het doel van landgebruik. De grondwaterdiepte met drainage is groter dan zonder.
In landbouwdrainage is het doel van waterspiegelbeheer om een grondwaterspiegel te verlagen (figuur 1) zodat er geen negatieve invloed meer is van een te hoge grondwaterstand op de grondbewerkingsmogelijkheden en/of de gewasopbrengst (figuur 2, gemaakt met het SegReg-model, zie Stuksgewijze regressie-analyse). Bovendien kan drainage een goed hulpmiddel zijn tegen bodemverzouting.
De ontwikkeling van landbouwkundige drainage criteria is nodig om de ontwerper en de beheerder van drainage systemen een doel te geven in termen van het onderhouden van een optimale diepte van de waterspiegel.

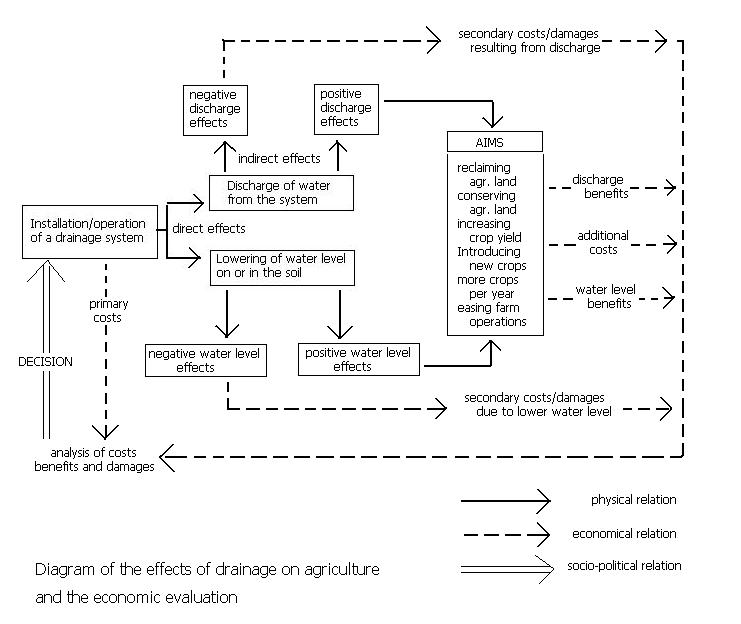
Figuur 3. Positieve en negatieve effecten van drainage

### Optimalisatie
Optimalisatie van de diepte van de waterspiegel heeft betrekking op de kosten en baten van het drainagesysteem (figuur 3). Hoe kleiner de aanvaardbare diepte van de waterspiegel is, hoe lager de kosten zijn van het te installeren drainagesysteem om deze diepte te realiseren. Echter, het verlagen van de oorspronkelijk te oppervlakkige grondwaterstand gaat gepaard met neveneffecten. Deze dienen ook meegewogen te worden bij de beslissing, inclusief de kosten van het vermijden van de neveneffecten.

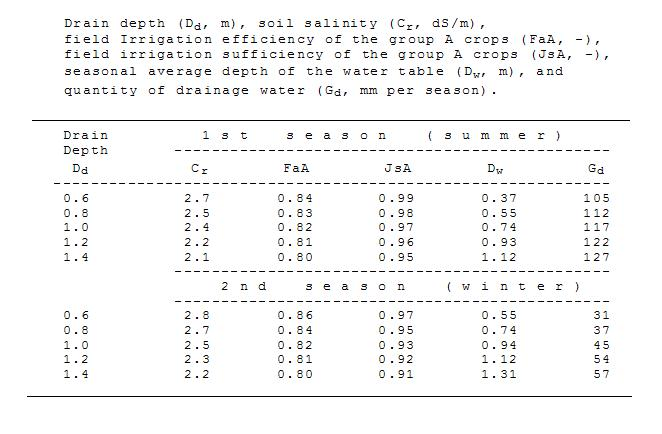
Figure 4. Voorbeeld van effecten van draindiepte

Figuur 4 toont een voorbeeld van het effect van drain diepte op het bodemzout en op enkele irrigatie/drainage parameters zoals gesimuleerd met het SaltMod model.

### Geschiedenis
Oorspronkelijk begon het draineren van landbouwgrond met het graven van betrekkelijk ondiepe greppels en sloten die zowel de oppervlakkige waterafvoer van het maaiveld als de diepere afvoer van het grondwater verwerkten.
Tegen het einde van de 19e eeuw en in het begin van de 20e eeuw werden de greppels en sloten als hinderlijk ervaren voor de landbouwwerkzaamheden en ze werden vervangen door ondergrondse leidingen van kleibuizen, elke buis ongeveer 30 cm lang.
Sinds 1960 kwamen de lange, geribbelde and flexibele plastic buizen, gemaakt van pvc of PE, in zwang. Deze buizen konden vooromwikkeld worden met filtermaterialen, vaak bestaande uit synthetische vezels en geotextiel, om inspoeling van gronddeeltjes in de buis te voorkomen, en gemakkelijk gelegd worden met draineermachines. 

Zodoende ontwikkelde de drainage zich tot een belangrijke industrie. Tegelijkertijd richtte de landbouw zich het het maximalisering van de oogst per ha, zodat drainage een grootschalig werd toegepast.

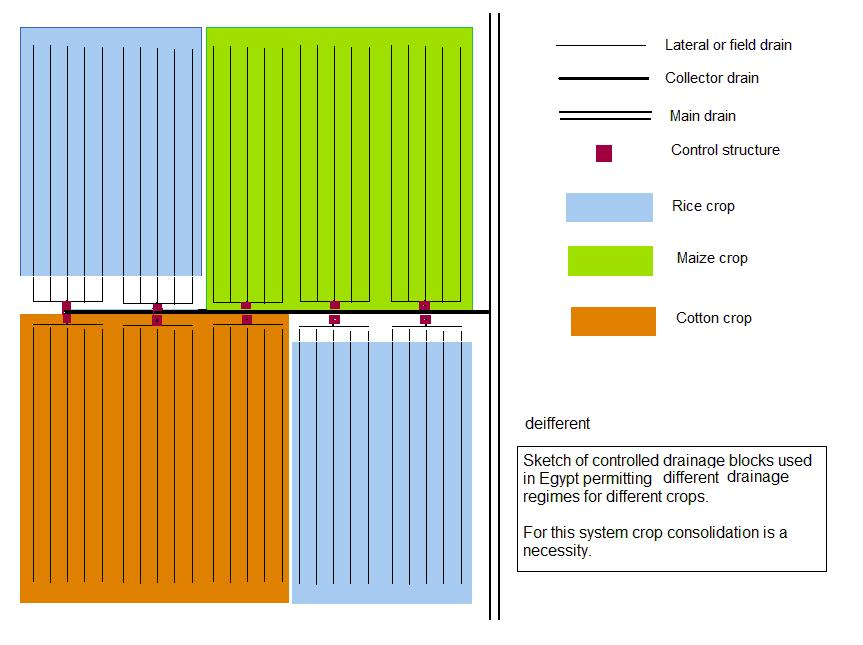
Figuur 5. Gecontroleerde drainage

### Milieu
Als gevolg van de grootscheepse drainage ontwikkelingen werden veel drainageprojecten te intensief ontworpen, terwijl de negatieve milieueffecten werden veronachtzaamd. In kringen van milieubeschermers kreeg de drainage een slechte naam, vooral wanneer het begrip drainage werd verward met landaanwinning. 

Tegen het einde van de 20ste eeuw werd de puur industriële trend teruggedraaid en er werden meer gecontroleerde drainages uitgevoerd zoals getoond in figuur 5.

### Drainageontwerp

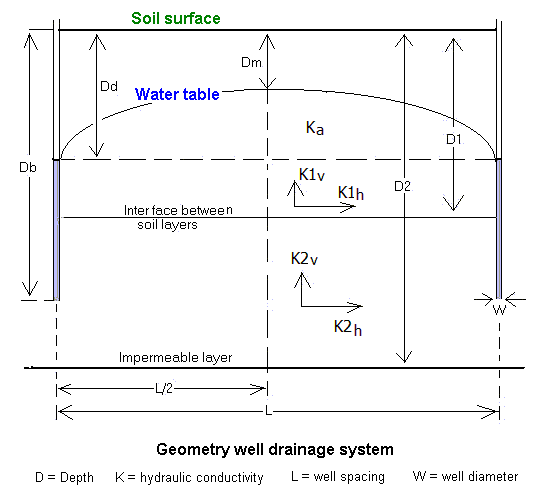
Figuur 6. Geometrie van een drainagesysteem met putten

Het ontwerp van een drainagesysteem in termen van drainagenetwerk, draindiepte en drainafstand wordt vaak gedaan met drainageformules zoals de formule van Hooghoudt met parameters als diepte van de waterspiegel, bodemdiepte, bodem-doorlatendheid en drainafvoer. De berekeningen kunnen ook worden gedaan met computermodellen en computerprogramma's zoals EnDrain.

### Drainage met putten
Ondergrondse drainage kan ook gedaan worden met pompputten. Dit wordt verticale drainage genoemd ter onderscheid van horizontale drainage zoals geschied met drainbuizen. Puttendrainage is uitgebreid toegepast in de Indusvallei in Pakistan in het Salinity Control and Reclamation Program (SCARP). Hoewel de resultaten hier niet bijzonder succesvol waren, kan de toepasbaarheid van deze techniek niet genegeerd worden in gebieden met diepe en doorlatende aquifers. De putafstanden in deze gebieden kunnen zo ruim zijn (1000 m of meer) dat de kosten van een verticaal drainagesysteem betrekkelijk laag kunnen zijn in vergelijking met een horizontaal drainagesysteem waarin de afstanden tussen de drainagebuizen minder dan 100 m zijn en vaak zelfs minder dan 20 m. Voor het ontwerp van puttendrainage kan het WellDrain model.